# Albert Brewer
Albert Preston Brewer (Bethel Springs, 26 ottobre 1928 – Birmingham, 2 gennaio 2017) è stato un politico statunitense.
È stato il 47º governatore dell'Alabama, carica che ha ricoperto dal maggio 1968 al gennaio 1971. Rappresentante del Partito Democratico, è stato vicegovernatore dell'Alabama dal gennaio 1967 al maggio 1968.